# Мішустін Михайло Володимирович
Михайло Володимирович Мішустін (рос. Михаил Владимирович Мишустин; нар. 3 березня 1966, Лобня, Московська область) — російський державний і політичний діяч. Голова Уряду Російської Федерації, постійний член Ради безпеки РФ з 16 січня 2020 року.
Керівник податкової служби РФ (6 квітня 2010 — 16 січня 2020). Керівник Федерального агентства кадастру об'єктів нерухомості (2004—2006). Дійсний державний радник РФ I класу, доктор економічних наук.

## Життєпис
Народився 3 березня 1966 року в Москві. 1989 року закінчив Московський верстатоінструментальний інститут, 1992 там же закінчив аспірантуру. За професією інженер-економіст. Після аспірантури працював директором у тестовій лабораторії, очолив правління Міжнародного комп'ютерного клубу (МКК) — громадської некомерційної організації.
1998 вступив на державну службу на посаді помічника з інформаційних систем обліку й контролю за надходженням податкових платежів керівника Державної податкової служби РФ. Потім працював у ранзі заступника міністра РФ з податків і зборів, керівником Федерального агентства кадастру об'єктів нерухомості у складі Міністерства економічного розвитку РФ, керівником Федерального агентства з управління особливими економічними зонами (РосОЕЗ).
2008 звільнився й зайнявся бізнесом в області інвестицій.
У лютому 2009 року увійшов до кадрового резерву президента Росії.
2010—2020 — керівник Федеральної податкової служби.
З 16 січня 2020 року — Голова Уряду РФ.

### Бізнес
«Міжнародний комп'ютерний клуб», де Мішустін почав працювати в 1992 році, ставив за мету «інтеграцію російських і іноземних комп'ютерних технологій, а точніше — залучення західних передових інформаційних технологій». 1993 Мішустін став заступником директора, а пізніше головою правління. МКК залучив у свої ряди великі іноземні фірми і став організатором Міжнародного комп'ютерного форуму — однієї з найбільших комп'ютерних виставок в Росії.
У березні 2008 року після відходу з посади керівника федерального агентства з управління особливими економічними зонами (РосОЕЗ), Мішустін 2 роки працював на посаді президента UFG Capital Partners і керівного партнера групи UFG Asset Management. Одним із засновників групи UFG був колишній міністр фінансів Борис Федоров. На цій роботі Мішустін «курував проекти по запуску венчурного фонду, фондів нерухомості, а також розвиток бізнесу в регіонах».

### Державна служба
Ставши 1998 року помічником керівника податкової служби Бориса Федорова, Мішустін в серпні того ж року став заступником міністра РФ з податків і зборів.
Мішустін лишався замміністром при трьох керівниках відомства, займався розвитком інформаційно-технологічного комплексу МПЗ.
Мішустін говорив, що в цей період «був організований електронний обмін даними, створена методологія автоматизованої системи відбору об'єктів для проведення виїзної перевірки, система надання консультаційних послуг з використанням телефонії та інтернету. З'явилася розгалужена інформаційно-телекомунікаційна інфраструктура.»
У березні 2004 року Мішустін став керівником Федерального агентства кадастру об'єктів нерухомості (Роснедвижимость). За два роки кадастр закінчив оцінку земель РФ, що дозволило запровадити з 2006 року земельний податок на основі кадастрової (до того нормативної вартості землі.
У грудні 2006 року Мішустін обійняв посаду керівника Федерального агентства з управління особливими економічними зонами (РосОЕЗ). За два роки були відкриті перші дві промислово-виробничі ВЕЗ в Татарстані (Алабуга) і в Липецьку, а також перші техніко-впроваджувальні ВЕЗ в Дубна Московської області, в Томську і Зеленограді. Була розроблена і почала впроваджуватися в ОЕЗ система надання державних і муніципальних послуг за принципом «одне вікно».
У лютому 2008 року Мішустін був звільнений з державної служби за власним бажанням. За словами самого Мішустіна, його відставка була обумовлена наперед: «Ми домовлялися, що я піду з посади, як тільки виконаю ряд завдань ще з колишнім міністром Германом Грефом». Це підтвердила і керівник МЕРТ Ельвіра Набіулліна, сказавши, що його відставка була планованою, а всі завдання, які були поставлені перед ним, вирішені".

### Керівник Федеральної податкової служби
Після повернення на державну службу Мішустін у 2010 році очолив Федеральну податкову службу. На новому посту оголосив війну «брудним даним» і зайнявся викоріненням проблем з необґрунтованим поверненням ПДВ
Після призначення в 2010 році Мішустіна на посаду керівника ФНС підприємці висловили надію, що йому, як чиновнику, що прийшов із бізнесу, вдасться зробити ФПС «більш дружелюбним» до російських підприємців. Мішустін підтримав спрощення взаємодії бізнесу і громадян з податковими органами. Для зручності роботи людей і боротьби з корупцією Мішустін заявив, що має намір максимально розвивати в ФПС електронні сервіси.
Крім інформатизації, ФПС під керівництвом Мішустіна впроваджує нові стандарти обслуговування платників податків. Зокрема, для зручності громадян продовжені години роботи інспекцій. У 2015 році почав роботу Федеральний контакт-центр.
Податкову службу в цей період критикували за надмірно жорсткий підхід до бізнесу, Мішустін відкидав це звинувачення, посилаючись на істотне скорочення кількості перевірок. Так, з приходом в 2010 році Мішустіна, ФПС змінила підхід до організації контрольних заходів, зробивши акцент на аналітичній роботі. В результаті різко знизилася кількість виїзних податкових перевірок, при цьому підвищилася їх ефективність. Якщо раніше перевірявся кожен десятий платник податків, то в 2018 році податківці перевіряли лише одну компанію малого підприємництва з 4000. Істотно скоротилася кількість перевірок великого і середнього бізнесу.
У 2014 році Михайло Мішустін обраний віце-головою бюро Форуму з податкового адміністрування ОЕСР. Членами форуму є 45 країн, серед яких країни-члени ОЕСР, держави, які входять в G20, а також країни, що використовують передові механізми податкового адміністрування.
ЗМІ також писали про те, що ФПС працює над впровадженням моделі «хмарних обчислень», що дозволить створити єдине федеральне сховище даних (ФСД). Завдяки «найсучаснішому центру обробки даних федерального рівня інспектору в будь-який момент часу буде доступна повна та актуальна інформація по кожному контрагенту з будь-якого регіону Росії».
У травні 2015 року відкрився перший федеральний центр обробки даних (ЦОД) в Московській області. У грудні цього ж року був запущений другий федеральний ЦОД в Нижньогородській області. Центри забезпечать безперебійну роботу інформаційних систем Мінфіну Росії, ФПС Росії, Казначейства Росії та інших підвідомчих установ Мінфіну Росії. Проект ЦОДів сертифікований за стандартом відмовостійкості UptimeInstituteTier III.
2015 року в Москві, Татарстані, Московській і Калузької областях проведено експеримент з апробації нової технології — онлайн-передачі даних ККТ в податкові органи. Керував ФНС Росії близько 10 років.

### Прем'єр-міністр РФ

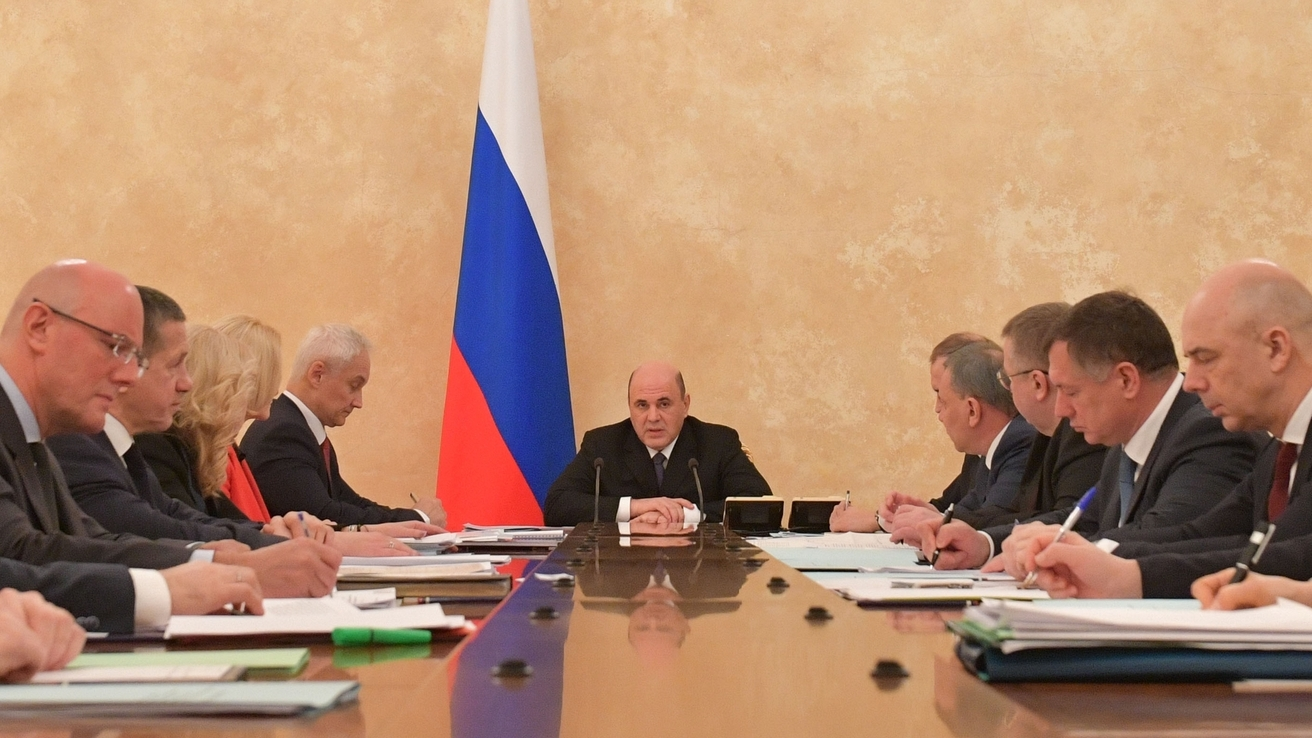
Прем'єр-міністр РФ Мішустін на засіданні уряду, 2020

16 січня 2020 — призначений Путіним прем'єр-міністром РФ. Уряд РФ, сформований Мішустіним, частково залишився тим же, яким керував Дмитро Мєдвєдєв.
16 січня 2020 — став постійним членом Ради безпеки РФ, очолив наглядову раду державної корпорації розвитку «ВЕБ.РФ».
21 січня 2020 року представив складу уряду, уряд оновився наполовину. З попереднього залишилися чотири віце-прем'єра (троє зберегли місця, один був призначений на іншу посаду) і дванадцять міністрів.
30 квітня 2020 року виявилось, що Мішустін заразився коронавірусом, тимчасовим прем'єра-міністром РФ ста Андрій Бєлоусов, сам Мішустін перейшов у режим самоізоляції.
19 травня 2020 року Мішустін повернувся до виконання обов'язків Голови Уряду РФ.

#### Реформи
3 жовтня 2020 року Мішустін заявив, що скорочення держапарату має бути проведено в два етапи. 2020 року зменшиться чисельність центральних апаратів федеральних органів виконавчої влади на 10 %, територіальних — на 5 %, а до 2021 року показник в регіонах досягне 15 %.
12 січня 2021 року Мішустін підписав постанову, котра затверджує параметри реформи в структурі держапарату. Воно встановлює обмежувальну кількість структурних одиниць у відомствах та обмежує співробітників забезпечуючих підрозділів. У центральних апаратах відомств виконавчої влади буде скорочено 741 посада, в тому числі 36 заступників керівників, а також 74 структурних підрозділів. Загалом чисельність центрального апарату виконавчої влади буде скорочена на 5 %, а територіальних органів на 10 %. Усього в органах виконавчої влади скоротять 32 тисячі штатних одиниць. Скорочення у першу чергу будуть проходити за рахунок вакантних посад.
9 січня 2021 р. заявив про держпідтримку малого бізнесу на 600 млрд рублів з 2019 року.

### Наукова діяльність
2003 захистив дисертацію на ступінь кандидата економічних наук за темою «Механізм державного податкового адміністрування в Росії», а 2010 — дисертацію на ступінь доктора економічних наук за темою «Стратегія формування майнового оподаткування в Росії». Автор трьох монографій за темою податкового адміністрування. Ним було опубліковано більше 40 наукових статей.
2008 став ініціатором відкриття при Державному університеті Вища школа економіки Інституту економіки нерухомості, який діє не тільки в сфері додаткової освіти, але і є дослідницьким центром. Сам Мішустін став науковим керівником цього інституту.
2013 — призначений науковим керівником Факультету податків і оподаткування Фінансового університету при Уряді РФ (Рішенням Вченої ради Фінансового університету від 15.10.2013).
Під редакцією Михайла Мішустіна до 25-річчя створення податкових органів РФ видано підручник «Податки і податкове адміністрування».

## Сім'я і доходи
Одружений, виховує трьох синів. Захоплюється спортом, грає в хокей, увійшов до складу наглядової ради ХК ЦСКА.
Згідно з декларацією про доходи за 2009 рік, сам Мішустін заробив 78,6 млн рублів (~1 млн євро), а його дружина мала дохід 17 млн руб.. Згідно з декларацією про доходи за 2018 рік, дохід Мішустіна склав 18 млн руб., а його дружини — 48 млн руб.

## Нагороди
- Орден «За заслуги перед Вітчизною» IV ступеня (16 липня 2015 року) — за досягнуті трудові успіхи, активну громадську діяльність та багаторічну сумлінну працю[46]
- Орден Пошани (29 грудня 2012 року) — за досягнуті трудові успіхи і багаторічну сумлінну роботу[47]
- Почесна грамота Президента Російської Федерації (15 листопада 2013 року) — за досягнуті трудові успіхи, багаторічну сумлінну працю і активну громадську діяльність.

## Публікації
- Мишустин М. В. Информационно-технологические основы государственного налогового администрирования в России: Монография. — М.: ЮНИТИ-ДАНА, 2005. — 252с.
- Мишустин М. В. Информационно-технологические основы администрирования имущественных налогов: Монография. — М.: ЮНИТИ-ДАНА, 2007. — 360с.
- Мишустин М. В. Администрирование имущественного налогообложения в России. Стратегия развития: Монография. — М.: ЮНИТИ-ДАНА, 2011. — 367 стр.